# Las Heras (Santa Cruz)
Pour les articles homonymes, voir Las Heras.

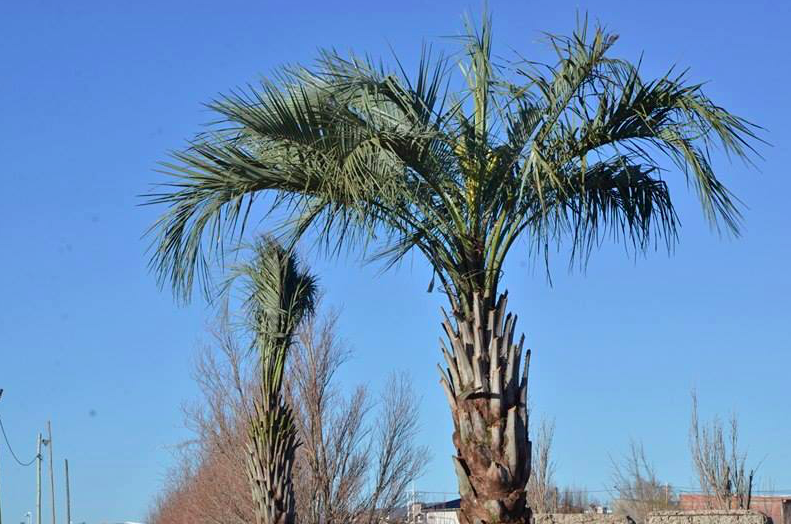
Palmiers dans la zone de la lagune Julián Osorio, dans le cadre du Plan d’embellissement de la localité.

Les Heras (anciennement Colonia Las Heras) est une ville située dans le département de Deseado, province de Santa Cruz, en Argentine. La ville se trouve à 214 km de Comodoro Rivadavia, à 134 km de Caleta Olivia et à 80 km de Pico Truncado (es). Avec ces localités et d'autres plus petites, elle forme un triangle urbain rapproché concentrant une grande partie de la population du nord de la province.

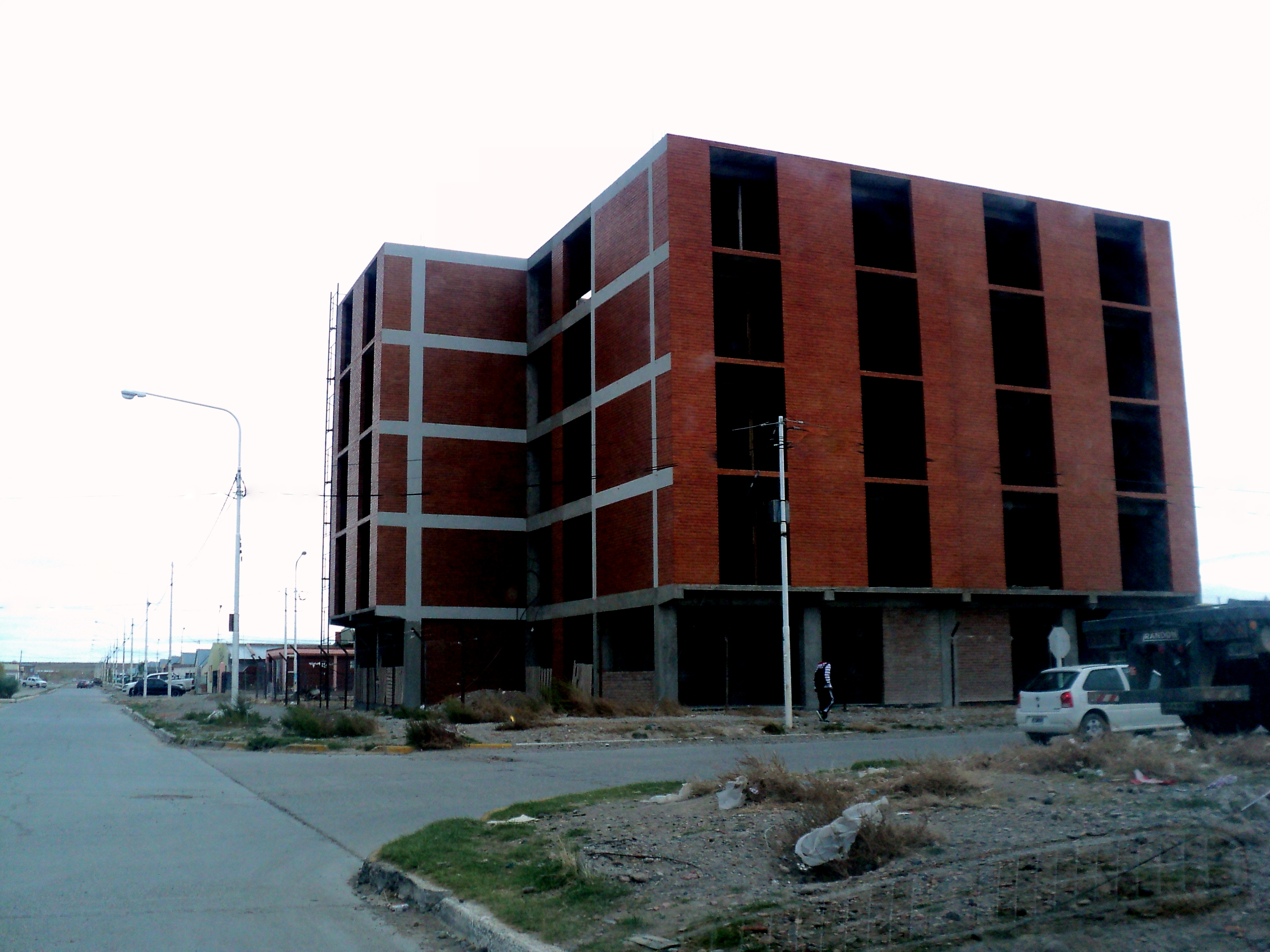
Le bâtiment le plus haut de Las Heras en 2014.

## Toponimie
La ville tire son nom de Juan Gregorio des Heras (1780-1866), général des guerres d’indépendance sud-américaines et ancien gouverneur de Buenos Aires.

## Histoire
Le village de Las Heras est né grâce à la construction du chemin de fer Puerto Deseado a Colonia Las Heras, commencée en 1909, ce qui entraîne une occupation massive de la zone. Toutefois, bien avant cela, le lieu sert déjà de point de rencontre pour les éleveurs, qui y acheminent la laine en charrette jusqu’à Puerto Deseado.

Après la construction de la Gare de Las Heras (es) surnommée Punta Rieles, un petit village se développe parallèlement à la voie ferrée,  ce qui a influencé le tracé urbain actuel, y compris le tracé de la Ruta Provincial 43 (es). La localité a porté plusieurs noms — Rastro de Avestruz, Punta Rieles, Parada 283 — avant d’être officiellement nommée Las Heras par décret présidentiel signé par Hipólito Yrigoyen, le 11 juillet 1921.

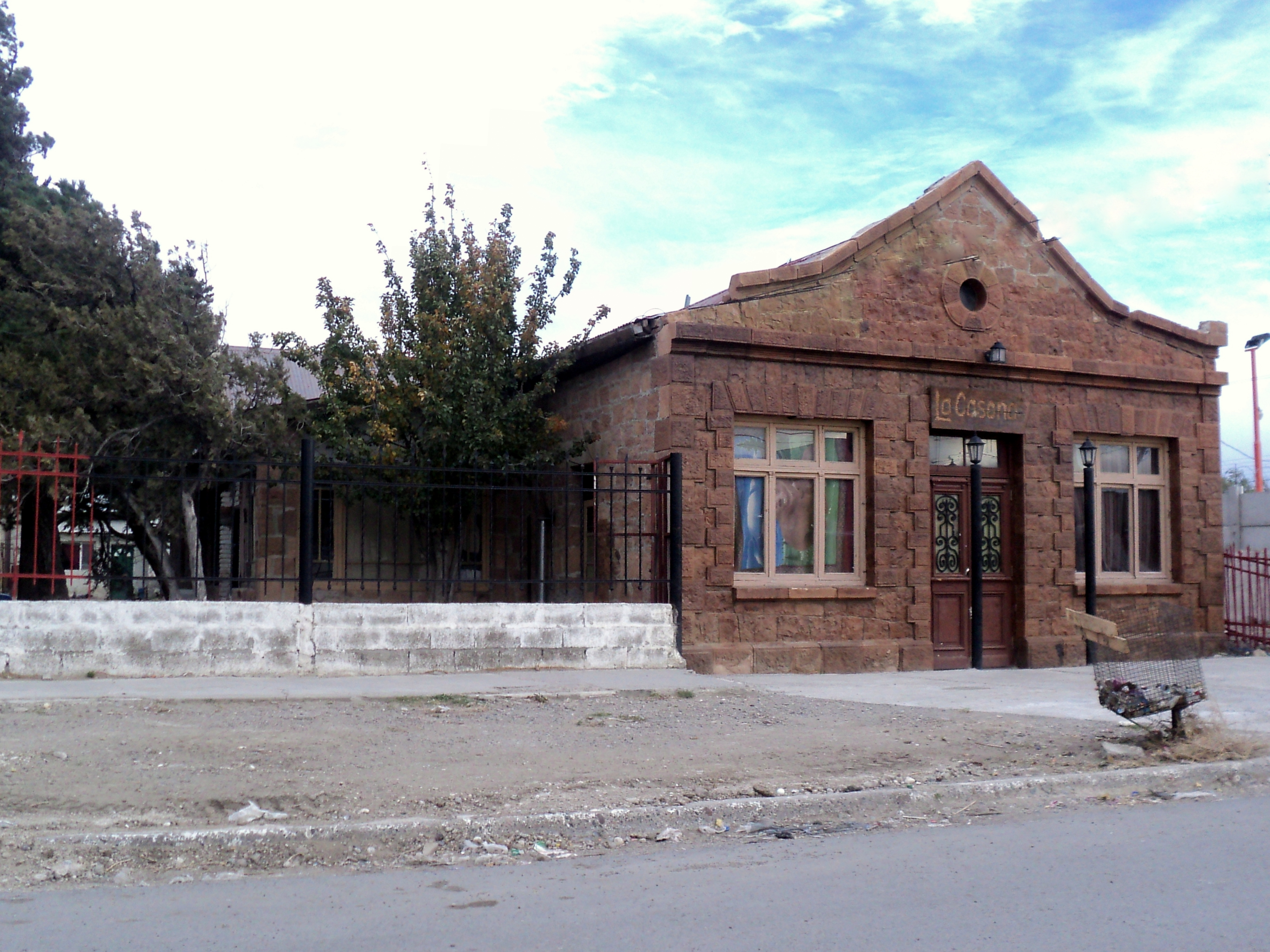
Une des premières constructions de Las Heras.

En 1927, le village compte de nombreux bâtiments publics ainsi que des commerces, parmi lesquels la Sociedad Anónima Importadora de la Patagonia. (es)
Dans les années 1930, Las Heras connaît une période de grands développements : fondation du Club Deportivo Las Heras, ouverture d’un bureau de poste en 1936, construction d’une école, d’une salle de premiers secours et d’une société rurale. L’économie repose d’abord sur l’élevage, puis sur l’exploitation pétrolière à partir de 1932.  Dans les années 1940 des institutions culturelles et sportives sont créées, le 12 octobre 1942, est créé le Tiro Federal Argentino General Las Heras et entre 1943 et 1946 la Bibliothèque populaire est mise en place. En 1950 l'aérodrome civil débute ses activités avec deux Piper CO5 triplaces et un grand nombre d’élèves obtiennent leur brevet de pilote civil. Enfin, la municipalité est officiellement crée le 17 octobre 1950.
En 1950, avec l’essor de l’activité pétrolière, Las Heras réussi à se constituer en municipalité avec le décret 21996, dossier 6786/50, le 13 octobre. Cette même année, le bâtiment municipal est inauguré et le premier maire élu est Emilio Fuentes.
Au cours des décennies suivantes le réseau de gaz domestique s’étend dans la localité, des quartiers sont construits et les services publics se développent.
En 1952, la Banco de la Nación Argentina installe une agence bancaire qui ouvre au public le 15 décembre.
En janvier 1978 la ville subit un coup dur lorsque la ligne Puerto Deseado–Las Heras est fermée par le Processus de réorganisation nationale. Cela entraîne la perte du terminus ferroviaire du service de passagers le plus austral du monde.
La gare historique subit un incendie en 1995 qui la détruit complètement. Aujourd'hui malgré le grave sinistre il existe encore des vestiges de son existence. De même, plusieurs bâtiments ferroviaires sont encore debout sur le site.
En 2008, la réouverture de la ligne est annoncée. Cependant, en octobre 2015, la gare n’a pas été reconstruite comme prévu, malgré la reprise des travaux ferroviaires annoncée la même année. Aucune rame ferroviaire n’a été acquise.
Depuis 2010 l’avancée des occupations illégales de terrains par les habitants de Las Heras, avec le soutien de la municipalité locale, complique la remise en service de la ligne. En 2016, les travaux de réfection ont permis à une draisine de commencer à circuler entre Truncado et Las Heras.
La ville est frappée par la tempête qui s’abat sur la région du 26 au 31 mars 2017. Dans ses rues, l’eau et la boue provoquent des inondations, les routes en terre se fissurent, des habitations sont submergées et quelques personnes doivent être évacuées. Même si les précipitations sont violentes par rapport aux relevés habituels, la catastrophe ne se fait pas ressentir avec la même intensité qu’à Comodoro Rivadavia. Les 30 et 31 mars, le nord de la province reste isolé en raison des inondations sur la route nationale 3 et de l’avancée de la mer sur la chaussée asphaltée dans la zone de La Lobería (es).

## Plan d’embellissement
À partir de décembre 2015, la municipalité de Las Heras lance un programme global d’embellissement de ses espaces publics, avec pour objectif d’améliorer significativement l’image de la ville. Le projet inclut un nouveau portail d’entrée, situé au rond-point menant à Las Heras, composé de deux enseignes géantes, d’un système d’éclairage, de pavés et de bancs. De plus, trente-deyx palmiers de l’espèce Butia yatay, appartenant à la famille des Arecaceae, sont plantés. Cette espèce est choisie pour sa rusticité et sa capacité à bien s’adapter aux conditions semi-arides de la région.

## Changement de la date de fondation
Le jeudi 22 juin 2017, le Conseil délibérant de Las Heras approuve l’Ordonnance 1492/2017, qui établit le 6 octobre 1914 comme date officielle de fondation de la « Colonia Las Heras ».
Il s’agit d’un projet porté par le maire José María Carambia, à la suite d’un appel lancé aux habitants de la localité afin de fournir des données pertinentes sur la véritable date de fondation.

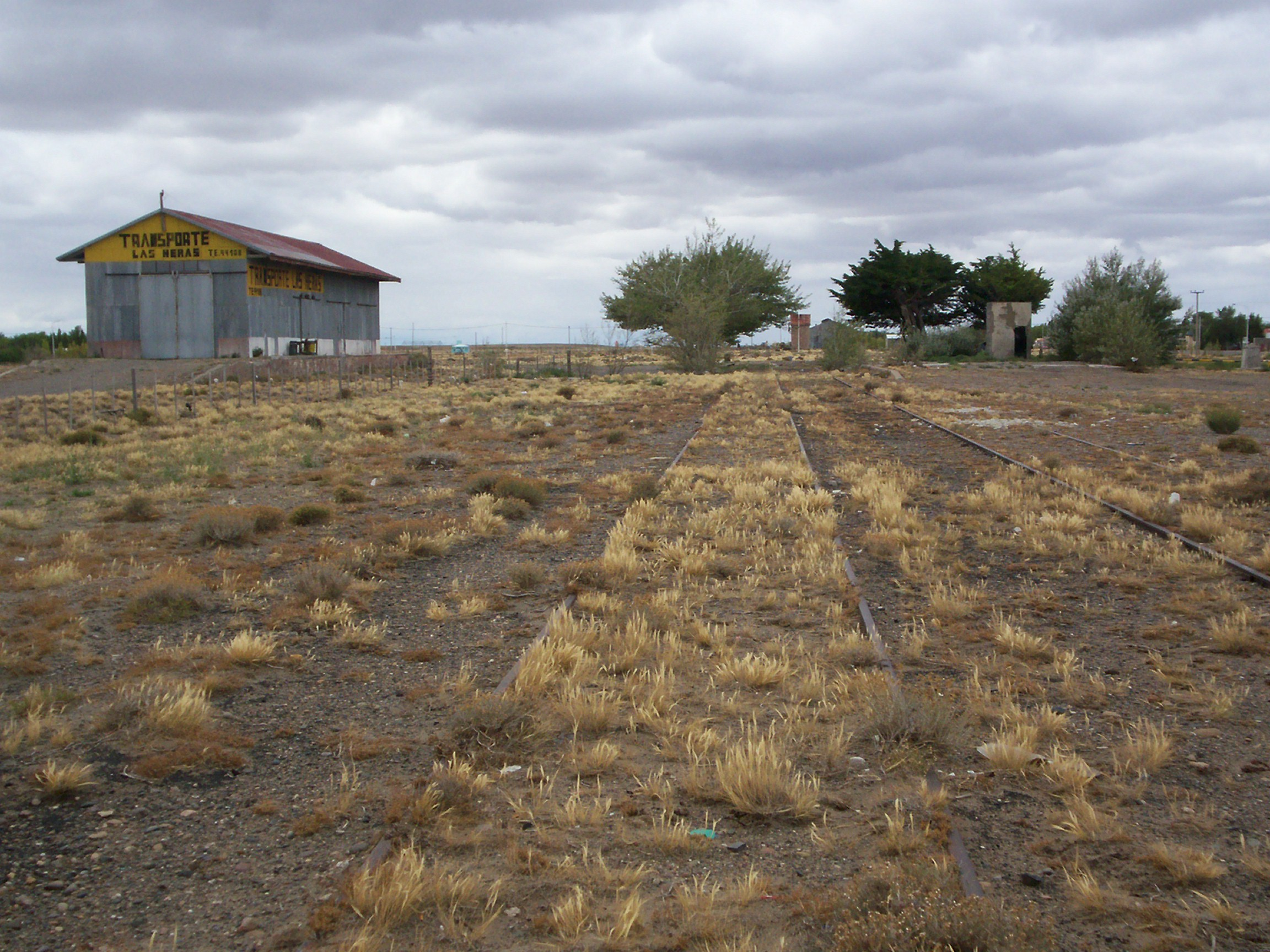
Ruines de ce qui fut la gare ferroviaire de Colonia Las Heras.

En plus des réunions et débats avec le Círculo de Antiguos Pobladores, des historiens indépendants, des professeurs et la Sous-secrétariat à la Culture, l’analyse des données fournies permet de conclure que la date imposée par le décret du 11 juillet 1921, signé par le Président de la Nation Hipólito Yrigoyen — qui ordonnait à la Dirección de Tierras de prévoir des réserves pour la créatiuon future de villages et colonies dans les localités de Las Heras, Pico Truncado, Caleta Olivia, Fitz Roy Jaramillo et Puerto Deseado — ne reflète pas fidèlement les débuts du village.
En effet, des registres de population accompagnés de documents officiels le confirment, tout comme le fonctionnement de la gare ferroviaire, du bureau postal, du commissariat de police, du tribunal de paix et de l’activité commerciale qui se développent déjà à cette époque.
Le chemin de fer constitue un facteur décisif pour que Las Heras existe là où elle est implantée actuellement, et c’est le 6 octobre 1914 que le nom de « Colonia Las Heras » est donné à la gare et, par extension, au village qui commence alors à se former autour.

## Économie

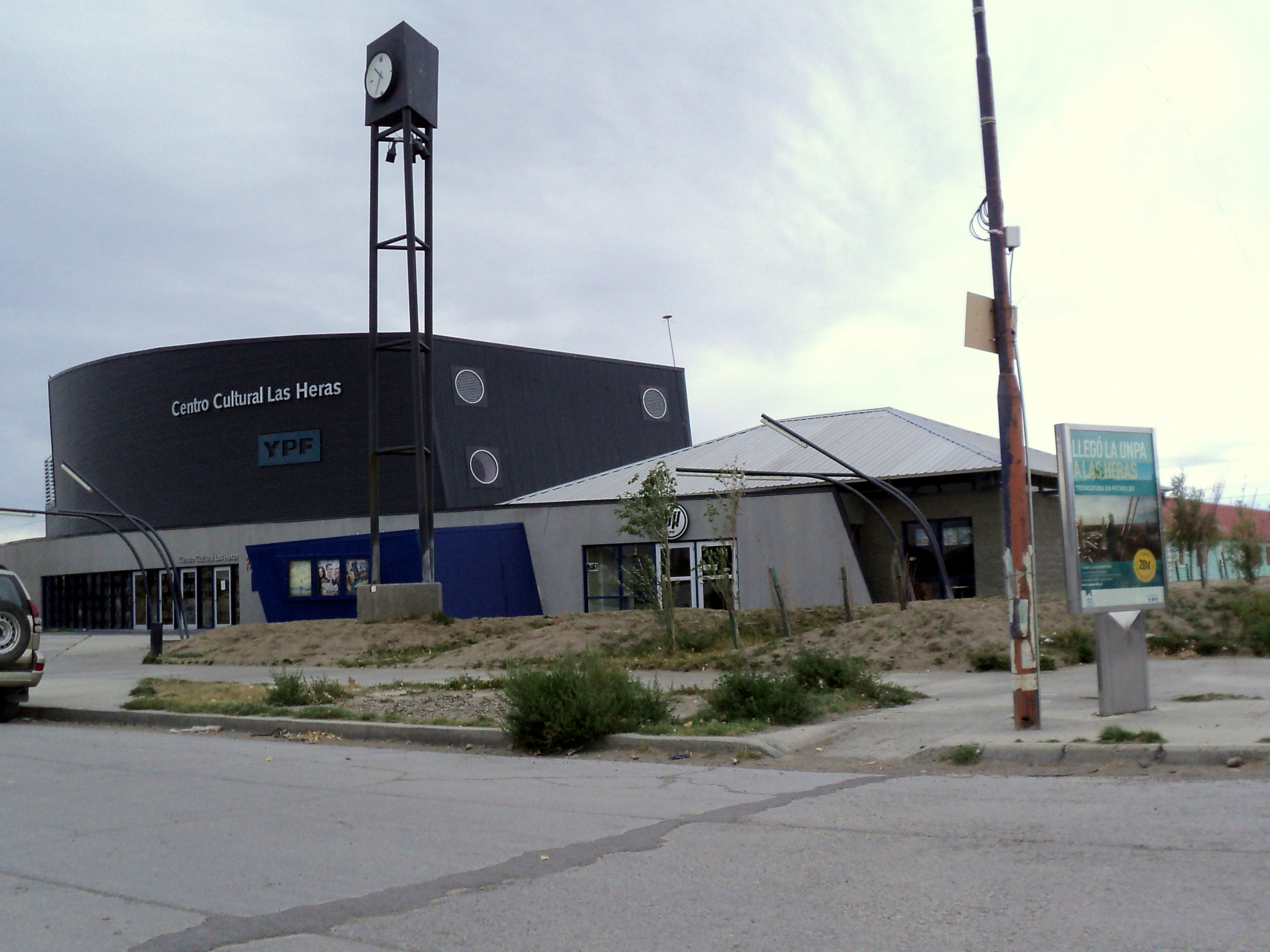
Le récent centre culturel bâti par YPF à Las Heras

L’économie repose presque exclusivement sur l’exploitation des hydrocarbures, menée par YPF et de nombreuses entreprises contractantes et sous-traitantes qui y travaillent autour.  En 2017, à cause de la baisse des investissements de YPF, la ville fait face à des problèmes économiques, ce qui entraîne des pertes d’emplois.

## Éducation
Las Heras possède un système éducatif de taille moyenne et c’est la troisième localité qui compte le plus d’établissements
| Branche                            | Cant.de Institutions |
| ---------------------------------- | -------------------- |
| Maternelle                         | 4                    |
| Primaire                           | 5                    |
| Secondaire                         | 3                    |
| Spécialisé                         | 2                    |
| Adultes                            | 2                    |
| Enseignement supérieur (Terciaria) | 1                    |
| Universitaire                      | 0                    |
| Total                              | 17                   |

## Démographie
- Population en 1991 : 6 328 habitants (INDEC).
- Population en 2001 : 9 335 habitants (INDEC), dont 47,8% de femmes et 52,2% d'hommes.
- Population en 2010 : 17 821 habitants[10]
- Population en 2022: 24 731 habitants avec 9 540 logements[11]. Cette taille la place en 4ᵉ position dans la province de Santa Cruz.

0500010 00015 00020 00025 0001947197019912010populationÉvolution de la population de Las Heras (Santa Cruz)

## Principales avenues

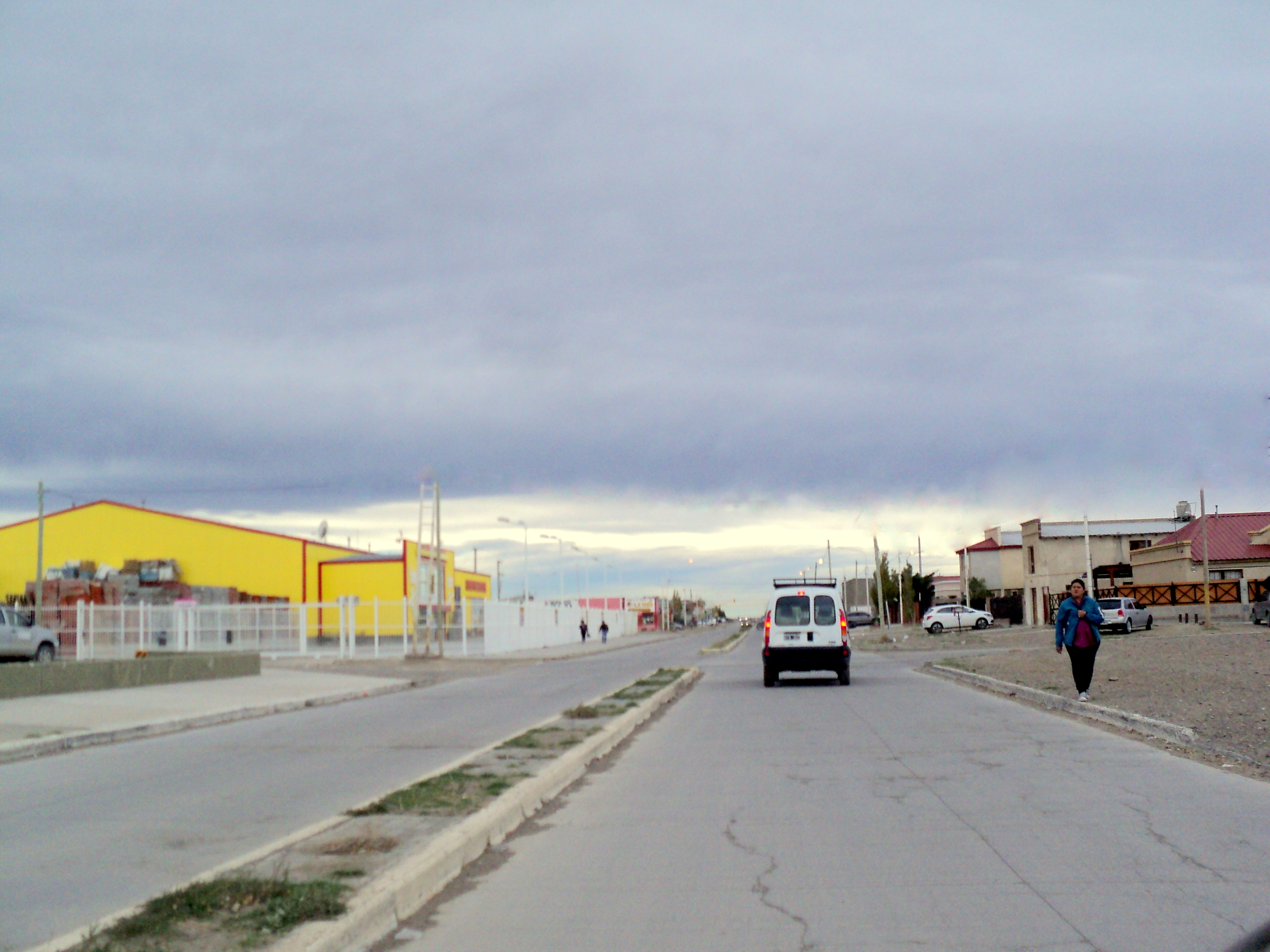
L’'à Las Heras, situé sur une artère clé.

- Ruta Provincial 16 (Santa Cruz) (es)
- Ruta Provincial 18 (Santa Cruz) (es)
- Ruta Provincial 43 (Santa Cruz) (es)

## Sports

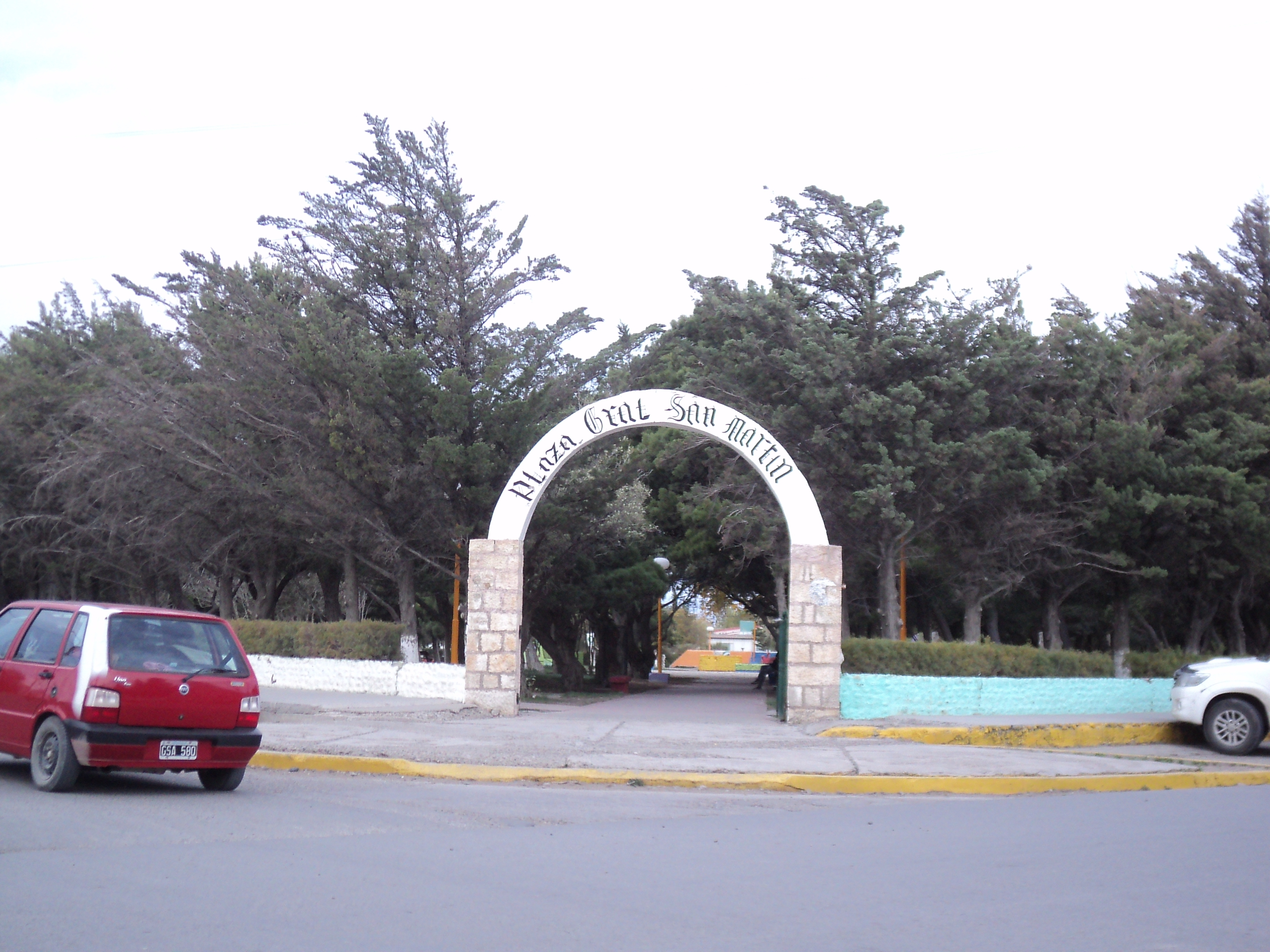
Place principale de Las Heras

La ville est l’une des sous-sedes de la Ligue de Football Nord de Santa Cruz (es).

## Religion
Paroisses de l'Église Catholique 
| Diocèse  | Río Gallegos |
| -------- | ------------ |
| Paroisse | San José     |

## Climat
| Mois                              | jan. | fév. | mars | avril | mai | juin | jui. | août | sep. | oct. | nov. | déc. | année |
| --------------------------------- | ---- | ---- | ---- | ----- | --- | ---- | ---- | ---- | ---- | ---- | ---- | ---- | ----- |
| Température minimale moyenne (°C) | 10   | 9    | 6    | 3     | 2   | −4   | −9   | −1   | 1    | 4    | 7    | 8    | 1     |
| Température moyenne (°C)          | 17   | 16   | 13   | 9     | 5   | 1    | −1   | 2    | 6    | 10   | 1    | 15   | 10    |
| Température maximale moyenne (°C) | 25   | 23   | 20   | 15    | 10  | 7    | 7    | 8    | 12   | 17   | 21   | 23   | 16    |
| Record de froid (°C)              | 2    | 1    | −7   | −7    | −17 | −18  | −12  | −13  | −5   | −5   | −1   | −1   | −17   |
| Record de chaleur (°C)            | 37   | 33   | 30   | 27    | 20  | 17   | 16   | 17   | 22   | 25   | 31   | 32   | 37    |
| Ensoleillement (h)                | 493  | 406  | 400  | 387   | 307 | 276  | 298  | 335  | 369  | 434  | 468  | 508  | 4 681 |
| Précipitations (mm)               | 10   | 10   | 10   | 20    | 10  | 10   | 10   | 10   | 10   | 10   | 30   | 10   | 150   |